# Ischnomera sanguinicollis
Ischnomera sanguinicollis  (лат.) — вид жуков-узконадкрылок из подсемейства Oedemerinae.

## Описание
Длина тела имаго 7—12 мм. Тело узкое и удлинённое, с соразмерно очень длинными надкрыльями. Голова блестящая, чёрная с умеренно сильным металлическим отливом, густо пунктированное, имеет отчётливое вдавление между глазами и сильно выпуклое на теме, лбу и лябруме (верхней губе), но более слабо к передней части. Глаза выпуклые и выступающие, с плохо отграниченными краями. Надкрылья очень длинные, тёмно-металлически-серые со слабым зелёным оттенком; в густых точках, которые образуют морщинки. Плечи хорошо развитые, боковые края со слабо извилистыми или округлыми вершинами. На каждом из надкрылий имеется по пять продольных линий (включая шовный край), протягивающихся от основания до вершины. Ноги длинные и тонкие, полностью тёмно-металлические, но апикальный членик лапок боле светлый. Формула лапок 5-5-4 мм, четвёртый членик глубоко раздвоен.

## Экология
Имаго посещают цветки боярышника, клёна посевного, клёна белого, дуба, липы, робинии, рябины и калине. Более активны с мая по июнь, на протяжении этого времени жуки могут встречаться и среди листвы ильма. Они связаны главным образом со старыми широколиственными деревьями.
Личинки развиваются во влажной разлагающейся древесине различных широколиственных деревьев, в том числе клёна, бука, ольхи и ильма.